# Megacmonotus spectabilis
Megacmonotus spectabilis är en insektsart som först beskrevs av Gerstaecker 1885.  Megacmonotus spectabilis ingår i släktet Megacmonotus och familjen fjärilsländor. Inga underarter finns listade i Catalogue of Life.